# Bernhard Kleff

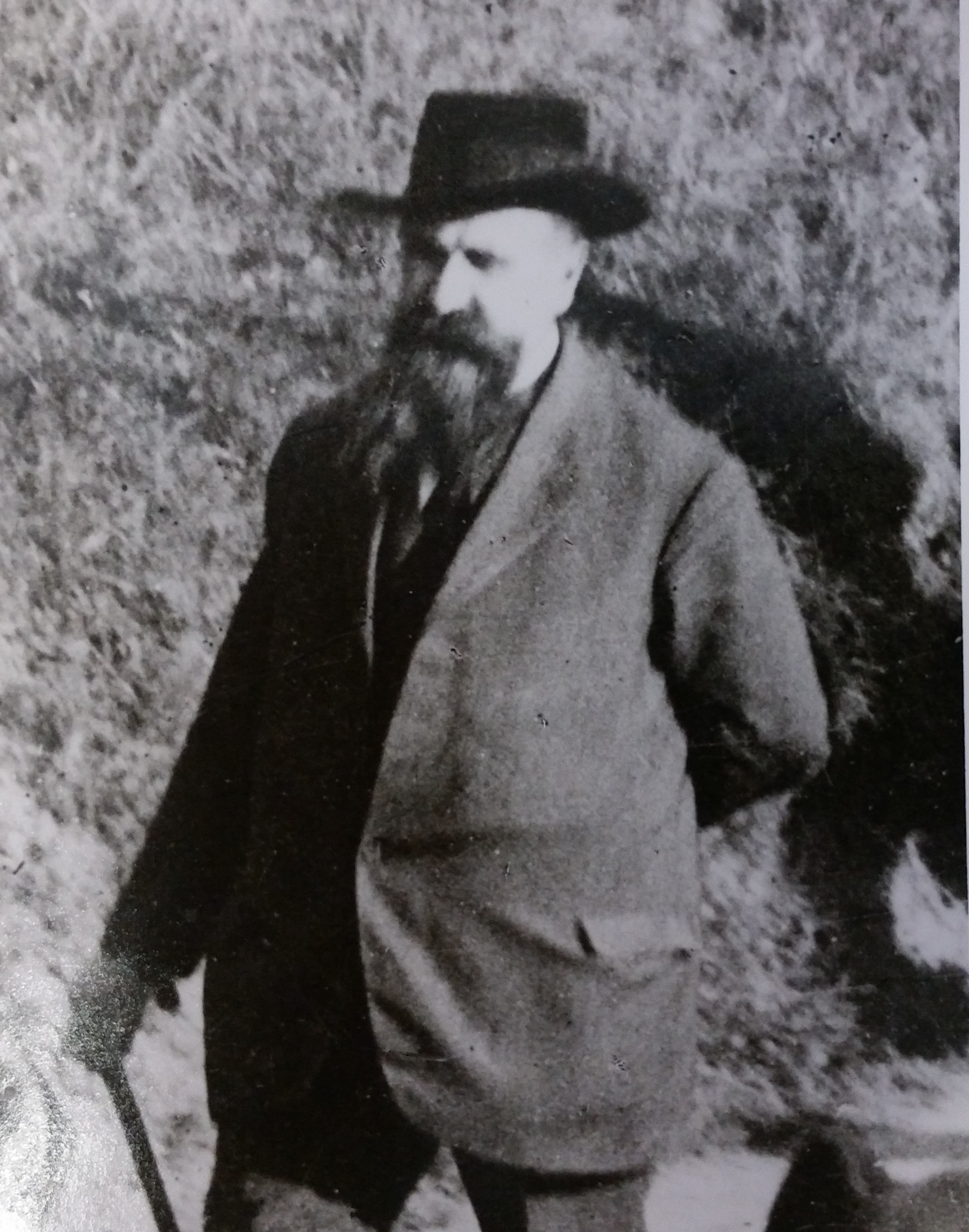
Bernhard Kleff, um 1927

Bernhard Kleff (* 15. Oktober 1876 in Steinkuhl; † 25. August 1948 in Lippstadt) war ein deutscher Schulrektor, Leiter des Heimatmuseums in Bochum und dort erster Stadtarchivar.

## Leben
Bernhard Kleff wurde am 15. Oktober 1876 in Steinkuhl, einer ehemaligen Bauerschaft, die heute zu Bochum-Querenburg gehört, geboren. Da der Ort früh vom Bergbau geprägt wurde, wuchs Kleff zwischen dem alt-bäuerlichen Leben und der frühindustriellen Phase auf. Nach dem Lehramtsstudium in Rüthen an der Möhne war er zunächst im Sauerland beschäftigt, doch kehrte er 1899 in seine alte Heimat zurück, um eine Lehrerstelle in der Gemeinde Wiemelhausen anzutreten. Nach der Eingemeindung von Wiemelhausen nach Bochum 1904 wurde Kleff noch am selben Tag zum Hauptlehrer befördert und schließlich wurde er am 26. Januar 1908 zum Rektor ernannt. Am 16. April 1908 übernahm er die Leitung der katholischen Schule in Wiemelhausen. Kleff zog es jedoch weiter ins Zentrum von Bochum und so bewarb er sich 1910 um die Stelle des Rektors an der Weilenbrinkschule in Bochum-Mitte, dessen Rektor kurz zuvor verstorben war. Darauf ernannte ihn die Regierung Arnsberg mit Zustimmung der Schuldeputation Bochum am 1. Oktober 1910 zum Leiter der Schule am Weilenbrink.
Da sich Bernhard Kleff schon früh für Heimatforschung interessierte, begann er nach Amtsantritt damit, Gegenstände und Erinnerungen aus der heimatlichen Geschichte in einem leeren Schulraum „zu Anschauungs- und Unterrichtszwecken“ zu sammeln. Kleff hatte die Idee zu einem Museum. Diese Idee unterbreitete er 1912 dem Bürgermeister Heinrich Sahm mit den Worten: „Das ist der Anfang zu dem Museum der Stadt Bochum“.
Sahm unterstützte Kleff. Die Stadt Bochum übernahm die Sammlung 1913 und in der Haushaltsplanung wurde ein Posten für den Erwerb von geeigneten Sammlungsobjekten eingerichtet. In den folgenden Jahren wuchs die Sammlung von zwei auf sechs Zimmer an. Dazu mussten mehrmals die Räumlichkeiten gewechselt werden, dennoch gab es kaum Platz, um einen regulären Museumsbetrieb zu gewährleisten. Führungen mussten mit Kleff abgesprochen werden. Als die Räume, die der Sammlung dienten, anderweitig genutzt werden mussten, zog die Sammlung 1919 ein erneutes Mal um. In der ehemaligen Ritterburg „Haus Rechen“ wurde das neue „Bochumer Stadtmuseum“ eingerichtet. In insgesamt 11 Räumen konnten nun auch Führungen für ein breiteres Publikum stattfinden. Die ausgestellten Objekte kombinierte Kleff passend, jedoch weitestgehend willkürlich, um ein möglichst wohnliches Ambiente zu schaffen. Den Eintrittspreis hielt er bewusst niedrig; Schüler und Organisationen hatten freien Eintritt.
Über die Jahre kreierte Kleff wechselnde Ausstellungen, z. B. eine Kortumausstellung (1924), eine Urkundenausstellung (1935) und eine familiengeschichtliche Ausstellung (1936). Darüber hinaus beteiligte er sich an einer Gemeinschaftsausstellung westfälischer Museen (1939).
Ab 1920 war das Museum ebenfalls ein fester Bestandteil des Haushaltsplanes der Stadt Bochum. Den Einnahmen von 1.100 Mark standen allerdings Ausgaben von 17.000 Mark gegenüber. Der größte Teil des Budgets diente dem Ankauf neuer Sammlungsobjekte. Auch die Sammlung selbst war in den Jahren von 600 Objekten auf fast 1.800 angewachsen.
Nach Übernahme der Sammlung durch die Stadt Bochum bemühte sich Kleff weiterhin darum, die Sammlung auszubauen und stetig zu erweitern.
Kleff fungierte inzwischen als Schriftführer im Museumsausschuss, der 1918 gebildet wurde und von Wilhelm Stumpf, Stadtrat und Dezernent für Kultur und schulische Angelegenheiten, geleitet wurde. Aufgrund einer Anfrage der Stadt Witten, die Stadt Bochum als Mitglied des Vereins für Orts- und Heimatkunde der Grafschaft Mark zu gewinnen, entwickelte sich 1920 die Idee, selber einen Unterstützerkreis für das Museum ins Leben zu rufen. So wurde am 3. Dezember 1921 die „Vereinigung für Heimatkunde“ (heute Kortum-Gesellschaft Bochum) gegründet, in der Kleff zum ersten Vorsitzenden gewählt wurde.
Über die Jahre wuchs die Sammlung weiter an. Kleff sammelte alles, was ihm aufbewahrungs- und präsentationswürdig erschien, u. a. Kleidung, Waffen, Münzen, Gemälde bis hin zu Möbeln, Hausrat und sogar ganze Gebäudeteile. Es bildeten sich mit der Zeit Schwerpunkte heraus. So wurde viel Wert auf Sondersammlungen gelegt, die u. a. auch Münzen mit Bergbau Motiven, Karten, Plakate sowie Lampen enthalten konnten. Ein weiteres wichtiges Sammelgebiet für Kleff waren Bücher zur westfälischen Geschichte. Zusätzlich fasste er den Plan zum Aufbau einer Kortum-Sammlung.
Kleff dokumentierte jeden neuen Zugang und entwickelte sogar ein eigenes Ordnungssystem für die Sammlungsstücke. Mitte der 1920er Jahre hatte er ein eigenes Sachverzeichnis entwickelt, das die Museumsstücke in Gruppen einteilte, z. B. Bochum, Kortum, Bilder und Bücher etc.
Da die Museumsbereiche noch nicht strikt getrennt waren, übernahm Kleff auch die Recherche und den Erwerb von Kunstwerken der bildenden Kunst. Es gelang ihm u. a., eine Sammlung von 185 Stichen des Künstlers Heinrich Aldegrever für die Stadt Bochum zu erwerben. Kleff bemühte sich auch in den folgenden Jahren sowohl den künstlerischen als auch den heimatkundlichen Tätigkeiten gerecht zu werden. Im Laufe der Jahre trug er so eine ansehnliche Sammlung von Bildern und Grafiken zusammen.
1921 öffnete die erste Kunstausstellung, in der auch von Kleff ausgewählte Werke präsentiert wurden, jedoch kam dies nicht dem Heimatmuseum zugute, da die Ausstellung nicht im Haus Rechen, sondern in den Räumen der alten Knappschaft stattfand. Die Ausstellung markiert heute den Beginn der Städtischen Gemäldegalerie, aus dem später das Kunstmuseum resultierte. So kam es dazu, dass Kunst und Heimatkunde getrennte Wege gingen. Kleff wurde nicht, wie von ihm erhofft, mit der Leitung der Gemäldegalerie betraut, sondern betreute vorerst weiter das Heimatmuseum und die Sammlung alter Grafiken.
Stadtrat Stumpf hatte jedoch eine weitere Aufgabe für Bernhard Kleff: Die Ordnung des Stadtarchivs in einer leitenden Funktion. Kleff hatte sich bisher nebenamtlich um das Museum, das Archiv und die Gemäldegalerie gekümmert, jedoch war er hauptberuflich immer noch Rektor an der Weilenbrinkschule. So bemühte er sich nun, in den Dienst der Stadt Bochum übernommen zu werden. Es kam lediglich zu einer Beurlaubung und einem Privatdienstvertrag zwischen Kleff und der Stadt Bochum. 1922 wurde dem Vertrag zugestimmt und Kleff wurde Leiter des städtischen Archivs und des städtischen Museums. Die Beurlaubung wurde ihm von 1922 bis 1924 und von 1928 bis 1929 gewährt. Weitere Tätigkeiten für die Stadt Bochum darüber hinaus mussten nebenamtlich erfolgen.
1930 war Kleffs Sammlung auf inzwischen 2800 Stücke angewachsen. Die Masse der unterschiedlichen Objekte machte es nötig, ein gänzlich neues Katalogisierungssystem zu entwickeln, und so erfasste Kleff alle Objekte auf Karteikarten und ordnete sie in 24 Gruppen ein, z. B. Hausrat, Uhren, Waffen, Karten, Bilder etc. Diese Einteilung kann als Form einer sehr frühen, archivischen Klassifikation gesehen werden:
| Jahr    | Einteilung |
| ------- | --- |
| um 1925 | Bochum, Kortum, Bilder und Bücher, Möbel, Kleinhausrat, Trachten und Schmuck, Landwirtschaft und Industrie, Weltkrieg, Kirchliches, Waffen, Münzen und Aufstellungsgerät |
| um 1930 | Bauteile, Möbel, Feuerung, Leuchtgerät, Hausrat, Formware, Uhren, Instrumente, Waffen, Schmuck und Luxus, Kleidung, Spinn- und Webgerät, Landwirtschaft, Industrie und Verkehr, Drucke, Karten, Bilder, Photographien, Lichtbilder und Druckstöcke, Siegel und Handschriften, Plastik, „noch offen“, Vor- und Frühgeschichte, Heimatbücherei |

Trotz der stetig wachsenden Sammlung musste Kleff aber erkennen, das vieles nicht umsetzbar war. Die von Kleff geplante Einrichtung eines naturwissenschaftlichen Museums konnte ebenso wenig realisiert werden wie die Abteilung für Vor- und Frühgeschichte.
Da es bereits im Heimatmuseum viele „Funde auf Bochumer Boden“ gab, wurde Kleff 1930 vom Oberpräsidenten der Provinz Westfalen zum „Pfleger für kulturgeschichtliche und naturwissenschaftliche Bodenaltertümer“ ernannt. Als Stellvertreter wurde Karl Leich bestellt, der archäologisch tätig war und Kleff seine Funde für das Museum versprach.
Am 31. Oktober 1936 ging Kleff als Rektor in den vorzeitigen Ruhestand und konnte sich nun ausschließlich auf das Archiv und das Museum konzentrieren. Die Stadt Bochum übertrug ihm am 7. Dezember 1936 die Leitung des Archivs und des Museums. 1937 wurde er, trotz fehlender Mitgliedschaft in der NSDAP, Hauptpfleger für Kultur- und naturgeschichtliche Bodenaltertümer und 1938 Archivpfleger für den Stadtkreis Bochum. Die Berufung zum Archivpfleger war vom NS-Regime ausgegangen, da Archive nun zur Beschaffung von „Arier-Nachweisen“ eine wichtige Rolle spielten.
Kleffs Sammlungstätigkeit weitete sich auch auf Orden, Abzeichen, Plakate etc. der NS-Bewegung aus.
Am 20. April 1940 wurde Kleff die offizielle Dienstbezeichnung „Städtischer Archivar“ verliehen.

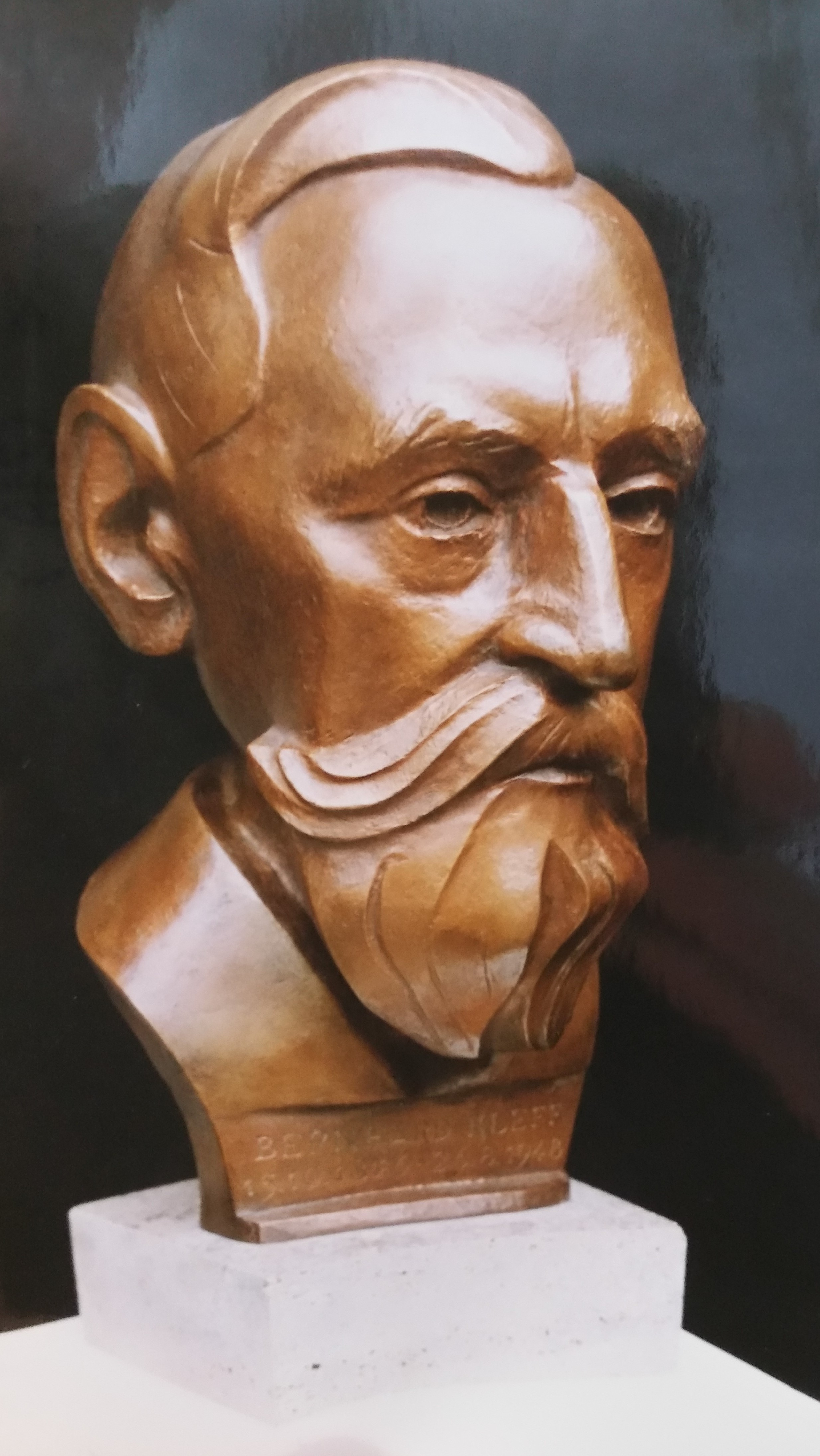
Bernhard Kleff. Büste im Foyer des Stadtarchivs Bochum – Bochumer Zentrum für Stadtgeschichte

Über die Jahre beklagte Kleff immer wieder den fehlenden Platz. Aus räumlichen Gründen konnten viele Ausstellungen nicht realisiert werden. Auch die Lagerflächen reichten nicht aus. Zusätzliche Lagerräume, die Kleff noch an der Weilenbrinkschule nutzte, mussten nach seinem Ruhestand geräumt werden. Stadtrat Stumpf versprach, sich um Ersatz zu bemühen. Auch das Haus Rechen war für die weitere Lagerung und Ausstellung aus konservatorischen Gründen ungeeignet. Durch Feuchtigkeit waren viele Objekte angegriffen und das Haus war nicht gegen Einbruch und Feuer gesichert. Der Nebenraum des Museums stand dem Städtischen Orchester zur Probe zur Verfügung, so fühlte sich Kleff oft von dem „Lärm“ belästigt.
Mit Beginn des Zweiten Weltkriegs verschoben sich die Prioritäten Kleffs. Er setzte nun alles daran, das Archiv- und Museumsgut vor dem Bombenfall zu sichern. Bis 1943 hatte er das Archivgut in den Rathauskeller der Stadt Bochum ausgelagert, ein anderer Teil lagerte im Keller der Amtssparkasse, der später durch einen Bombentreffer aufgegeben werden musste. Da es kaum noch sichere Räume gab, suchte er in der ganzen Stadt nach Luftschutzkellern. Im Juli 1943 wandte er sich an den Oberbürgermeister und ersuchte um Hilfe, um den Verlust des „in 30 Jahren zusammengetragenen Archivgutes“ zu verhindern. Die Stadt unterstützte Kleff bei seinem Vorhaben. So gelang es, einige Bestände in Bergbau-Schachtanlagen, auch außerhalb Bochums, unterzubringen.
Kleff zog 1944 zu seinem Sohn nach Lippstadt. Von hier aus half er die ausgelagerten Bestände nach Bochum zurückzuführen, die schädlichen klimatischen Einflüssen und Beschädigungen sowie Plünderungen ausgesetzt waren.
In seinen letzten Lebensjahren sah er verbittert auf Bochum und sein Lebenswerk. 1946 schrieb er dem Kulturdezernenten, dass sein Lebenswerk zerschlagen sei. Kleff wolle auf keinen Fall nach Bochum zurück, sorgte sich aber dennoch um seine Sammlung und bat darum auf „Reste“ in den Trümmern des Heimatmuseums zu achten. Er schloss seinen Brief mit den Worten: „Und: Nichts wegwerfen!“
Bernhard Kleff verstarb am 26. August 1948 im Alter von 72 Jahren in Lippstadt.

## Ehrungen
Bernhard Kleff erhielt die Ehrenurkunde zum Ehrenvorsitzenden der Vereinigung für Heimatkunde Bochum.
Kleff wurde in Anerkennung seiner langjährigen, verdienstvollen Tätigkeit für die Stadt Bochum ab 1947 ein Ehrensold von monatlich 100 Reichsmark gewährt.
Zu seinem 40-jährigen Dienstjubiläum wurde ihm 1940 das goldene Treudienst-Ehrenzeichen verliehen.
Die Stadt Bochum ehrte Bernhard Kleff nach seinem Tod mit einer Büste der Bildhauers Erich Schmidtbochum.

## Werke
- 1918 – Die Anfänge des Städtischen „Museums“ zu Bochum / Im Auftrag des Magistrats verfaßt von Rektor Kleff, Verwalter der Sammlung
- 1918 – Bochum. Geschichte und Entwicklung der Stadt
- 1929 – Zur Geschichte des Bochumer-Bürger-Schützen-Vereins
- 1929 – Bochum: Ein Heimatbuch (für Stadt und Land) / Hrsg. im Auftrag der Vereinigung für Heimatkunde (Mehrteiliges Werk) - (Alle Ausgaben online)

## Weitere Quellen
- Stadtarchiv Bochum, ZA III B 1: „Bernhard Kleff“, Bochumer Anzeiger 7. Juli 1938
- Stadtarchiv Bochum, ZA III B 1: Bochumer Amtsblatt, 31. August 1948
- Stadtarchiv Bochum, ZA III B 1: „Rektor Kleff – Hüter der Tradition“, Bochumer Anzeiger 31. Mai 1958
- Stadtarchiv Bochum, NAP 17 (Nachlass Bernhard Kleff)
- Stadtarchiv Bochum, BO 00 / 252
- Stadtarchiv Bochum, BO 10 / 66
- Stadtarchiv Bochum, BO 11 / 503
- Stadtarchiv Bochum, BO 40 / 837
- Stadtarchiv Bochum, BO 41 / 34